# 空想特撮シリーズ ウルトラ作戦 科特隊出撃せよ!
『空想特撮シリーズ ウルトラ作戦 科特隊出撃せよ!』（くうそうとくさつシリーズ ウルトラさくせん かとくたいしゅつげきせよ）は、1992年12月8日にバンプレストから発売されたパソコンゲーム。ジャンルはシミュレーションゲーム。

## 概要
円谷プロダクションが監修を務め、『ウルトラQ』終了後『ウルトラマン』が地球に来訪するまでの空白の全6話のストーリーを描く、『ウルトラマン』の前史となっており、エンディングに青い光球を追いかける赤い光球が登場する。なお、ゲーム内のタイトルには、『ウルトラQ』『ウルトラマン』『ウルトラセブン』と同様に「空想特撮シリーズ」という肩書きが冠せられている。ゲームはコマンド入力式のアドベンチャーパートで始まり、シミュレーションパートではビートル、特殊潜航艇S1号プロトタイプ、隊員達のスーパーガン、スパイダーショットの4種類の攻撃をする。
PC-9800シリーズにしか対応していないため、プレイが非常に困難である。

## あらすじ
四次元怪獣トドラを最後に怪獣は現れなくなり、人々は怪獣の脅威は去ったと思い、平和な日々を過ごしていた。ある日、小笠原沖で某国の最新空母が謎の爆発を起こし炎上、沈没した。科学センターの一の谷博士は、この事故は怪獣によるものだと断定。対応策として防衛チーム「科学特捜隊」の日本設置を防衛庁に呼びかけ、隊長として国際科学警察機構のムラマツを日本に召集、着の身着のままで事故原因の調査に同行させた。その道中、科特隊専用車で迎えに来たフジ、自身が開発した潜航艇S1号プロトタイプに乗ってやってきたイデ、スパイダーショットの使用者に自ら名乗り出たアラシ、そして岩本博士の要請によりジェットビートル初飛行のテストパイロットとして現れたハヤタと直接の命令は無いものの、彼らは人知れず自ら怪獣退治の任に着いたのであった。

## 登場人物
詳しくはウルトラマン#登場人物を参照。ここでは当作品において判明した事項をしるす。英語略称は「S.S.S.」（Science-Special-Seanch-party）
ムラマツ
パリ在住時、恋人がいたが緊急指令が下り何度も待ちぼうけをくらわせたことで別れていた。作中で結婚し、その時のプレゼントがパイプだった。
フジ
パリ科特隊創設に関わった大物資産家フジ・カズヒコの令嬢。過去、どの仕事も長続きせず、いろんな職場を転々とした末、科特隊こそ自分の天職だと自負する。
イデ
九州出身。子供のころから読書が好きで見栄っ張り、泣き虫な性格。特殊潜航艇は彼が開発した。
アラシ
科特隊に所属する前から既にムラマツとは顔見知りである。ハヤタとは射撃大会で同点優勝だった。
ハヤタ
前職経験無く、新社会人としての初仕事が科特隊という新人隊員。物語では報連相など状況説明での登場が多い。エンディングでビートルに乗ってパトロールに向かう所でゲームは終わる。

### その他
安岡刑事
第3話登場。イデの幼少期の父親代わりの存在。彼がイデを「息子」と発言し、本当は実の父親ではないかと思うようになる。
ミハイル
第4話登場。科特隊ロシア支部からやってきた研修生。実はケムール人が化けた仮の姿。
川本
第5話登場。自身のテレビ番組のスクープ映像が欲しくて竜神湖の怪獣を呼び出そうとする。

## 登場怪獣
核露怪獣 ゴルドキング
第1話「科特隊日本支部誕生」に登場。
前世紀に生息していた髑髏竜（どくろりゅう・レッドキングなどの祖先）の一種の生き残りが、海底の核廃棄物を常食して変身してしまった怪獣。科学特捜隊日本支部が設立後初めて戦った相手である。海底生活が長かったため、水陸両棲。ボディはレッドキングに似ているが、頭・両肩・背中の四箇所に中性子核露をもち、ここに核エネルギーを貯蔵している。主な武器は、核露を発光させ口から発射する放射能ビーム。性格はきわめて凶暴である。
原子力艦や核エネルギー研究所などを襲ったため、科特隊はゴルドキングの核処理を提案。好物であるウラン235を使い、六角村原子炉（核処理工場）へ誘導する。イデが発明した高速核分解砲（核分裂弾）の照射によって、ゴルドキングの武器である放射能ビームを封じ、見事ゴルドキングを倒す。だが、この戦いで科特隊の創設者であった一の谷博士は大けがをして第一線から退くことになった。
- 初期デザインでの名称は原子炉怪獣プルトニクラスであった。制作途中からレッドキングをモチーフとすることとなり、名前もそれに合わせたものとなった。また本作の特撮を担当した青柳宇井郎は当初企画していたヒーロー作品『ゴルドマン』から頂いたとも語っている。
- 核露の表現はミツツボアリをモチーフとしている。デザインを担当した西川伸司は、核露の設定に違和感を覚えたが、ゲーム上必要な要素のため目立つところにつけなければならず苦労したと語っている。

硬態怪獣 ビルガメラー
第2話「永遠の冬眠」に登場。
ジュラ紀時代の古生物の生き残りが、数千年間神社の亀石に封じ込められた間に、体の細胞が変異して誕生した怪獣。封印中、身動きが取れないために周囲の土を常食していた。体重が非常に重いため動きが鈍く大人しく見えるが、実際には非常に狂暴。手足にある鋭い爪と強力な顎、硬い甲羅によって鉄壁の防御力を誇る。武器は口から放たれる高熱火炎放射。眠っていた真上にマンションが建設され、それを背中に乗せたまま移動を開始した。冷気に弱く冷凍弾によって動きを封じられる。後に再生したことにより、この姿は幼態と称されることになる。
- モチーフはカメ。背中のマンションは、造形スタッフのシャレで西川が当時住んでいたマンションがモデルである。初期デザインでは、ベルヴィルという名称であった。

再生ビルガメラー
最終話「首都戒厳令!!」に登場。
第2話に登場したビルガメラーが、電離層の異変によって成態となって再生したもの。地球に飛来したエックスと激突する。
- デザインは東宝で1990年に公開が予定されていた企画『モスラVSバガン』に登場予定だった怪獣バガンがベースになっている。

地底怪獣 ゴロモス
第3話「闇への招待状」に登場。
- デザインは、同じ『フランケンシュタイン対地底怪獣』のバラゴンのスーツから改造されたパゴスとネロンガの間に位置する怪獣という想定で描かれた。安岡が用心のために持っていたダイナマイトを飲み込み体内で爆発、死亡したがその横に寄り添う子供のゴロモスがいた。

誘拐怪人 ケムール人
第4話「遥かなる鐘の音」に登場。イオゴンを影で操っていた。

バイオ怪獣 イオゴン
第4話「遥かなる鐘の音」に登場。
- デザインは、ブルトンやチブル星人のようなメカにも生物にも見えない立体物をイメージしている。初期設定では、魚をモチーフとしたバイオキングという怪獣であった。

女神竜 ミド
第5話「龍伝説を追え」に登場。
- ボディはベムラーに近いものになっており、造形を担当した稲田喜秀も、ミドを造りながら「その後で、ベムラーになった」と自分でイメージしながら造ったと語っている。ある悲しい恋に悩んだ末心中した女性の化身怪獣。
- デザインモチーフは龍。デザイン画とは姿が異なる他、名前も「タツゴン」となっている。

岩怪獣 ロンガ
第5話「龍伝説を追え」に登場。同様に男性の化身怪獣。
- デザインモチーフは鬼。デザイン画とは姿が異なる他、名前も「ハチロー」になっている。

合体竜 ミロンガ
第5話「龍伝説を追え」に登場。
ミドとロンガが合体した怪獣。

宇宙鳥獣 エックス
最終話「首都戒厳令!!」に登場。
強力な重力を帯びた隕石状の卵の姿で地球に接近してきた宇宙怪獣。当初、卵は隕石と誤認されたため、地球に衝突した際に大きな被害が予想されたことから、破壊するために科学特捜隊の新兵器である超小型ミサイル「シルバーアロー」を撃ち込まれる。その際に逆にエネルギーを吸収して孵化し、地球に飛来した。
鳥のような姿をしており、とてつもなく凶暴で、目に付くものは全て襲わないと気がすまない性格の持ち主。体表は黒いセラミックス製の皮膚でおおわれており、宇宙鉱物で出来た翼は触れたもの全てを一刀両断にできるほどの切れ味を持つ。最大の武器は頭部にある2本の角をスパークさせて発射する「ブラック・スパーク」と呼ばれる破壊電波光線で、これを浴びたものは、まるで電子レンジ内部に放り込まれたように、全ての体液が急激に沸騰して死に至る。
- 当初はブラックバーダーという名称で鳥をモチーフとした怪獣であったが、ゼットンのような強敵にすることとなり、名前やデザインにもその要素が取り入れられた。

宇宙怪獣 ベムラー
最終話「首都戒厳令!!」に登場。
エンディングに青い球体の姿で登場。地球から逃げ去っていくエックスと入れ替わる形で、赤い球体に追われながら地球へと飛来する。

## スタッフ
- 監修：円谷プロダクション
- プロデューサー：田中憲一、園山靖輔、根上広行
- 脚本：米谷良和、新藤義親、原彰孝
- 怪獣デザイン:西川伸司
- 造形担当：稲田嘉秀、狩野主税
- 美術：石川美紀、榎本礼子
- 撮影：杉乃博臣
- 特技監督：青柳宇井郎
- 音楽：宮内国郎、平田みつほ
- 監督：米谷良和
- 制作：パンプレスト